# Gabriel Slonina
Gabriel Pawel Slonina (Addison, 15 maggio 2004) è un calciatore statunitense, portiere del Chelsea.

## Biografia
Nato negli Stati Uniti, ha origini polacche.

## Carriera

### Club

#### Gli inizi, Chicago Fire
Entrato a far parte del settore giovanile dei Chicago Fire nel 2016, l'8 marzo 2019 ha firmato il suo primo contratto da professionista con la squadra, divenendo così il secondo più giovane nella storia della Major League Soccer e il più giovane dei Chicago Fire a farlo.
Il 4 agosto 2021 ha esordito in prima squadra, giocando l'incontro di campionato contro il New York City, rendendolo il portiere più giovane ad esordire in campionato all'età di 17 anni e 81 giorni. Grazie alle sue quattro parate per i Fire, la partita si è conclusa con il risultato di 0-0, che lo ha anche reso il portiere più giovane a non aver subito gol nella storia della Major League Soccer.

#### Chelsea
Il 2 agosto 2022 viene acquistato a titolo definitivo dal Chelsea, che lo lascia in prestito fino a fine stagione agli statunitensi.

### Nazionale
Ha rappresentato le nazionali giovanili statunitensi Under-15, Under-16, Under-17 e Under-20.
Il 10 maggio 2023, viene incluso da Mikey Varas nella rosa della nazionale Under-20 statunitense partecipante al Mondiale di categoria in Argentina.
Nel dicembre 2021 è stato convocato per la prima volta dalla nazionale maggiore statunitense, ma è rimasto in panchina nelle partite. Il 21 gennaio 2022, è stato convocato dagli Stati Uniti per alcuni incontri validi per le qualificazioni al campionato mondiale di calcio 2022, ma è rimasto nuovamente in panchina. Il 17 maggio successivo ha ricevuto una convocazione dalla nazionale polacca da parte del CT Czesław Michniewicz per gli incontri di Nations League contro Galles, Belgio e Paesi Bassi. Tre giorni dopo, tuttavia, ha rifiutato l'invito, dichiarando che il suo sogno era rappresentare gli Stati Uniti.
Il 25 gennaio 2023 fa il suo esordio in nazionale maggiore nell'amichevole persa per 2-1 contro la Serbia, rendendolo all'età di 18 anni e 255 giorni il più giovane portiere ad esordire in nazionale, battendo il precedente record di Tony Meola, che aveva esordito in nazionale all'età di 19 anni e 106 giorni.

## Statistiche

### Presenze e reti nei club
Statistiche aggiornate al 31 gennaio 2025.
| Stagione                 | Squadra             | Campionato          | Campionato | Campionato | Coppe nazionali | Coppe nazionali | Coppe nazionali | Coppe continentali | Coppe continentali | Coppe continentali | Altre coppe | Altre coppe | Altre coppe | Totale | Totale |
| Stagione                 | Squadra             | Comp                | Pres       | Reti       | Comp            | Pres            | Reti            | Comp               | Pres               | Reti               | Comp        | Pres        | Reti        | Pres   | Reti   |
| ------------------------ | ------------------- | ------------------- | ---------- | ---------- | --------------- | --------------- | --------------- | ------------------ | ------------------ | ------------------ | ----------- | ----------- | ----------- | ------ | ------ |
| 2021                     | Chicago Fire        | MLS                 | 11         | -16        | -               | -               | -               | -                  | -                  | -                  | -           | -           | -           | 11     | -16    |
| 2022                     | Chicago Fire        | MLS                 | 32         | -45        | USOC            | 0               | 0               | -                  | -                  | -                  | -           | -           | -           | 32     | -45    |
| Totale Chicago Fire      | Totale Chicago Fire | Totale Chicago Fire | 43         | -61        |                 | 0               | 0               |                    | -                  | -                  |             | -           | -           | 43     | -61    |
| gen.-giu. 2023           | Chelsea             | PL                  | 0          | 0          | FACup+CdL       | 0               | 0               | UCL                | 0                  | 0                  | -           | -           | -           | 0      | 0      |
| 2023-2024                | Eupen               | PL                  | 28+5       | -56+-7     | CB              | 1               | -2              | -                  | -                  | -                  | -           | -           | -           | 34     | -65    |
| ago.-dic. 2024           | Barnsley            | FL1                 | 11         | -16        | FACup+CdL       | 0+3             | 0+ -8           | -                  | -                  | -                  | EFLT        | -           | -           | 14     | -24    |
| lug. 2024+gen.-giu. 2025 | Chelsea             | PL                  | 0          | 0          | FACup+CdL       | 0               | 0               | UECL               | 0                  | 0                  | -           | -           | -           | 0      | 0      |
| Totale carriera          | Totale carriera     | Totale carriera     | 87         | -140       |                 | 4               | -10             |                    | 0                  | 0                  |             | -           | -           | 91     | -150   |

### Cronologia presenze e reti in nazionale
| Cronologia completa delle presenze e delle reti in nazionale ― Stati Uniti | Cronologia completa delle presenze e delle reti in nazionale ― Stati Uniti | Cronologia completa delle presenze e delle reti in nazionale ― Stati Uniti | Cronologia completa delle presenze e delle reti in nazionale ― Stati Uniti | Cronologia completa delle presenze e delle reti in nazionale ― Stati Uniti | Cronologia completa delle presenze e delle reti in nazionale ― Stati Uniti | Cronologia completa delle presenze e delle reti in nazionale ― Stati Uniti | Cronologia completa delle presenze e delle reti in nazionale ― Stati Uniti |
| Data                                                                       | Città                                                                      | In casa                                                                    | Risultato                                                                  | Ospiti                                                                     | Competizione                                                               | Reti                                                                       | Note                                                                       |
| -------------------------------------------------------------------------- | -------------------------------------------------------------------------- | -------------------------------------------------------------------------- | -------------------------------------------------------------------------- | -------------------------------------------------------------------------- | -------------------------------------------------------------------------- | -------------------------------------------------------------------------- | -------------------------------------------------------------------------- |
| 25-1-2023                                                                  | Los Angeles                                                                | Stati Uniti                                                                | 1 – 2                                                                      | Serbia                                                                     | Amichevole                                                                 | -2                                                                         |                                                                            |
| Totale                                                                     |                                                                            | Presenze                                                                   | 1                                                                          |                                                                            | Reti                                                                       | -2                                                                         |                                                                            |

## Palmarès
- Coppa del mondo per club: 1

Chelsea: 2025